# Buick Marquette
La Marquette è un'autovettura compact prodotta dalla Buick nel 1930. La Marquette è anche conosciuta (non ufficialmente) come Serie 30.

## Storia
Aveva installato un motore a sei cilindri in linea da 3.488 cm³ di cilindrata che erogava 67,5 CV di potenza. Questo propulsore fu progettato dalla consociata Oldsmobile. Il motore era anteriore, mentre la trazione era posteriore. La frizione era monodisco a secco ed il cambio era a tre marce. Le ruote erano a raggi e i freni erano meccanici. La Marquette era in vendita a 990-1.060 dollari.
Per il 1931 la Buick decise di commercializzare solo modelli con motore ad otto cilindri e quindi la Marquette fu tolta dal mercato dopo 30.570 esemplari prodotti. Il 50% di questi era versione berlina.